# Église Saint-Sébastien de Corbières-en-Provence
L'église Saint-Sébastien, est une église de style roman située sur la commune de Corbières-en-Provence dans le département des Alpes-de-Haute-Provence en France.

## Histoire
Dédiée à saint Sébastien, martyr romain, l’église paroissiale est construite au XIIe, avant 1178. Elle est alors possession de l'abbaye de Saint- André de Villeneuve-lès-Avignons. 
Le village de Corbières étant détruit au 14e siècle, ainsi que l'église, le tout est reconstruit au 15e siècle.
En 1585, l'église fut mise à sac par les calvinistes

Elle a été restaurée à la fin du 16e siècle et au début du 17e siècle

## Architecture
L'église est de style roman à nef unique 
Sur la façade ouest on peut voir le portail d'entrée, surmonté d'un oculus, orné de voussures en anse de panier et agrémenté d'un lourd larmier (15e).
Sur le mur nord, deux baies en plein-cintre percées.
Une baie dans le mur sud
La tour-clocher est contre le flanc nord du chœur. Il est constitué de quatre arcades dont le toit est en forme de flèche
Une chapelle à droite présentant une baie en plein-cintre percée dans le mur sud

Une chapelle latérale à gauche semble plus récente dont le mur ouest est percé d'une baie en plein-cintre